# Tizenkét táblás törvények
A Tizenkét táblás törvények (latinul: Lex duodecim tabularum) a Római Köztársaság Kr. e. 451–450-ben összeállított, írásba foglalt törvényei, a római jog egyik legjelentősebb forrása.
A jogtörténet egyes számban, XII táblás törvény alakban is használja a kifejezést, utalva a táblákon fennmaradt törvények összefüggésére.

## Története

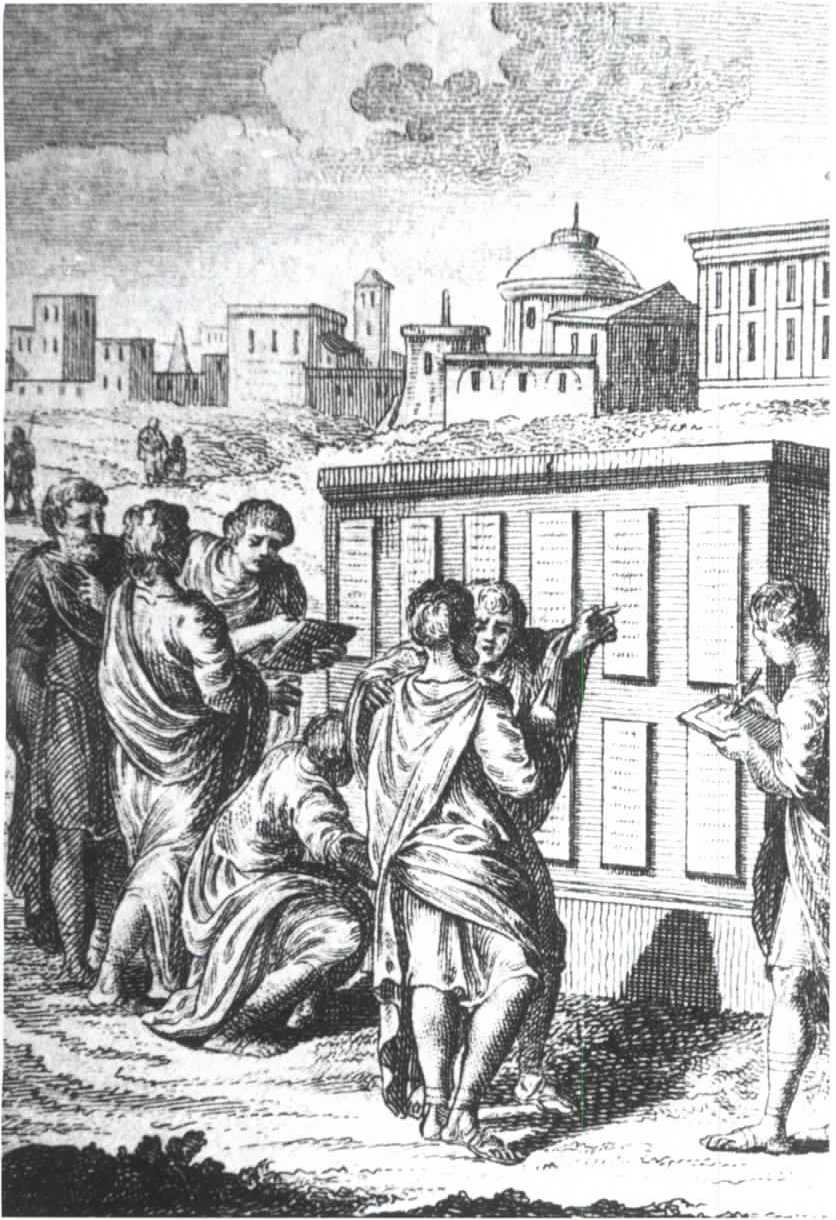
Római polgárok tanulmányozzák a Tizenkét táblás törvényeket (késői ábrázolás)

A római hagyomány szerint Kr. e. 451-ben felfüggesztették a szokásos, „alkotmányos" rendet, azaz a consulok helyett tíz tekintélyes patríciust neveztek ki (decemviri legibus scribundis consulari imperio), akiknek feladata a törvények írásba foglalása volt. Az első évben el is készült tíz tábla. Kr. e. 450-ben egy másik decemviratus lépett hivatalba (ennek az adatnak hiteles voltát egyes történészek vitatják), és újabb két táblát készített el. Ezután azonban a hagyomány szerint tyrannusokként kezdtek viselkedni, és megpróbálták hatalmukat állandósítani, Róma népe azonban fellázadt ellenük, és visszaállította a régi rendet.
A történetben sok a bizonytalan részlet, egyes részletek minden bizonnyal kitalációk, például Appius Claudiusszal kapcsolatban. Maga a törvény azonban hitelesnek tekinthető, s a keletkezési időpontja is meg van erősítve Ovidius „Fasti" című munkája által, amelyben megszakad a consulok jegyzéke. Maguk a törvénytáblák Kr. e. 390-ig (vagy Kr. e. 387-ig nyilvánosan is láthatóak voltak, de a gall betöréskor megsemmisültek. A szöveget ezt követően nyelvileg felfrissítették, bár némi archaikus jelleget mindvégig megőrzött.
Cicero szerint a gyermekeknek még az ő korában is fejből meg kellett tanulniuk e törvényeket. Ismeretük a császárkorban is általános volt, a törvények szövege még 254-ben is ki volt függesztve Karthágó piacán.

## Tartalmuk
A törvényekben a korábbi görög törvények – így Szolón törvényeinek – és ókori keleti jogforrásoknak a hatása egyértelműen látható (ezt az erre vonatkozó korabeli római hagyomány is tudni véli). Elvük egy olyan időszakra mutat, amikor az antik Róma határa a városfal volt, a Tiberisen túli területek már külföldnek számítottak. A törvények közt sok vallási jellegű szankció található (például véletlen gyilkosság esetén egy kos feláldozása), ami arra utal, hogy a jog abban az időben még nem különült el élesen a vallástól. A törvények a „tehetősebbek" rendjét igyekezett biztosítani a „szegények" (plebejusok) felett, de ugyanakkor nagy rugalmasságról is tanúskodtak, hiszen számoltak a változás lehetőségével is; kimondták, hogy az a határozat a törvényerejű, amelyet a nép a legkésőbb hozott meg.

## Külső hivatkozások
- A táblák eredeti szövege
- A törvény szövegének fordítása Archiválva 2007. október 1-i dátummal a Wayback Machine-ben